# Lithobates
Lithobates es un género de anfibios anuros de la familia Ranidae. Fue descrito por primera vez por Leopold Fitzinger en 1843 a partir de un ejemplar de Rana palmipes Spix, 1824 de América del Sur.
El conjunto de especies de este género es llamado ranas de agua americanas y pueden encontrarse desde América del Norte hasta el sur de Brasil.
La mitad de las especies del género se encuentran en alguna de las categorías amenazadas de la Lista Roja de la UICN y más del 60% de sus poblaciones se hallan en recesión. Una de ellas se extinguió en 1994: la rana leopardo de Las Vegas (Lithobates fisheri).

## Sistemática y taxonomía
Desde finales del siglo XIX y hasta finales del XX, este taxón se hallaba incluido en el vasto género Rana. Alain Dubois (del Museo Nacional de Historia Natural de Francia), en 1992, lo dividió entre varios subgéneros de Rana. En los años 2005 a 2006, David M. Hillis y Thomas P. Wilcox (de la Universidad de Texas) por un lado, y Dubois por otro, discutieron largamente sobre la posición y nombres que debería ocupar este taxón. Finalmente, en 2006, Darrel R. Frost (del Museo Americano de Historia Natural) y colaboradores resolvieron resucitar el taxón como género que comprende estas ranas americanas, siendo reconocido por otros autores como Jing Che (de la Universidad de Sichuan y de la Academia China de las Ciencias), Brian I. Crother (de la Sociedad Americana de Ictiología y Herpetología), Joseph T. Colins (de la Universidad de Kansas), etc.

### Especies
Se reconocen 50 especies en este género:
- Lithobates areolatus (Baird & Girard, 1852)
- Lithobates berlandieri (Baird, 1859)
- Lithobates blairi (Mecham, Littlejohn, Oldham, Brown & Brown, 1973)
- Lithobates brownorum (Sanders, 1973)
- Lithobates bwana (Hillis and de Sá, 1988)
- Lithobates capito (LeConte, 1855)
- Lithobates catesbeianus (Shaw, 1802)
- Lithobates chichicuahutla (Cuellar, Méndez-De La Cruz & Villagrán-Santa Cruz, 1996)
- Lithobates chiricahuensis (Platz & Mecham, 1979)
- Lithobates clamitans (Latreille in Sonnini de Manoncourt and Latreille, 1801)
- Lithobates dunni Zweifel, 1957
- Lithobates fisheri (Stejneger, 1893)
- Lithobates forreri (Boulenger, 1883)
- Lithobates grylio (Stejneger, 1901)
- Lithobates heckscheri (Wright, 1924)
- Lithobates johni (Blair, 1965)
- Lithobates juliani (Hillis & de Sá, 1988)
- Lithobates kauffeldi[5] (Feinberg, Newman, Watkins-Colwell, Schlesinger, Zarate, Curry, Shaffer & Burger, 2014)
- Lithobates lemosespinali (Smith & Chiszar, 2003)
- Lithobates macroglossa (Brocchi, 1877)
- Lithobates maculatus (Brocchi, 1877)
- Lithobates magnaocularis (Frost & Bagnara, 1974)
- Lithobates megapoda (Taylor, 1942)
- Lithobates miadis (Barbour & Loveridge, 1929)
- Lithobates montezumae (Baird, 1854)
- Lithobates neovolcanicus (Hillis & Frost, 1985)
- Lithobates okaloosae (Moler, 1985)
- Lithobates omiltemanus (Günther, 1900)
- Lithobates onca (Cope in Yarrow, 1875)
- Lithobates palmipes (Spix, 1824)
- Lithobates palustris (LeConte, 1825)
- Lithobates pipiens (Schreber, 1782)
- Lithobates psilonota (Webb, 2001)
- Lithobates pueblae (Zweifel, 1955)
- Lithobates pustulosus (Boulenger, 1883)
- Lithobates septentrionalis (Baird, 1854)
- Lithobates sevosus (Goin & Netting, 1940)
- Lithobates sierramadrensis (Taylor, 1939)
- Lithobates spectabilis (Hillis & Frost, 1985)
- Lithobates sphenocephalus (Cope, 1886)
- Lithobates sylvaticus (LeConte, 1825)
- Lithobates tarahumarae (Boulenger, 1917)
- Lithobates taylori (Smith, 1959)
- Lithobates tlaloci (Hillis and Frost, 1985)
- Lithobates vaillanti (Brocchi, 1877)
- Lithobates vibicarius (Cope, 1894)
- Lithobates virgatipes (Cope, 1891)
- Lithobates warszewitschii (Schmidt, 1857)
- Lithobates yavapaiensis (Platz & Frost, 1984)
- Lithobates zweifeli (Hillis, Frost & Webb, 1984)

### Incertae sedis
- Rana missuriensis Wied-Neuwied, 1839 Recogida en Windsor's Creek, Misuri (Estados Unidos), estuvo depositada en la colección Wied, pero se perdió. Ya en 1882 fue considerada por Boulenger como nomen dubium.